# The Song
The Song è un film del 2014 diretto da Richard Ramsey.

## Trama
Jed King è il figlio di un famoso cantante country, David King, la cui ombra artistica si ripercuote su Jed stesso. Per iniziare a trovare la sua strada accetta di cantare in un vigneto durante una festa di paese dove incontra Rose, la figlia del proprietario della vigna. Jed si innamora immediatamente e in seguito i due si sposano. Dopo le nozze Jed scrive una canzone per Rose che lo porta ad un immediato successo ma questo sarà l'inizio di una crisi nel suo matrimonio quando egli si fa coinvolgere da Shelby Bale, una giovane musicista dallo spirito libero, con cui Jed condivide un tour.

## Colonna sonora

### Tracce
1. The Song (Awaken Love) - Alan Powell
2. Son of a King - Alan Powell
3. Kentucky Voice - Ricky Skaggs
4. Split the Baby - Alan Powell
5. You Made Me Love You - Taylor Walling
6. Can't Hold On - Alan Powell
7. I Love You Truly - Jill Paquette
8. Confetti - Caitlin Nicol-Thomas
9. All I Wanna Be - Alan Powell e Caitlin Nicol-Thomas
10. Falling Like Stars - Caitlin Nicol-Thomas
11. Ooh's and Ahh's - NEEDTOBREATHE
12. Prayer In Open D - Emmylou Harris
13. Chasing After the Wind - Alan Powell
14. Turn, Turn, Turn (To Everything There Is a Season) - Roger McGuinn, Emmylou Harris e Ricky Skaggs
15. End of the Matter - Alan Powell